# Poecilopsis griseola
Poecilopsis griseola là một loài bướm đêm trong họ Geometridae.